# Дидим Слепи
Дидим Слепи (грч. Δίδυμος ὁ Τυφλός, познат и као Дидим Александријски, (312—398) - грчки хришћански писац, теолог, представник Александријске школе теологије. Био је следбеник учења Оригена, кога је назвао „највећи учитељ цркве после апостола“.
Дидимус је ослепео са пет година, али је успео да стекне образовање. Радови Дидима су изгубљени током прогона Оригениста и сачувани су само у фрагментима. 1941. године у Туру је пронађен папирус са записима његових разговоре познат по коментарима библијских књига: Књига постања, Књига Проповедникова, Псалми, Књига о Јову, Јеванђеље по Матеју, Јеванђеље по Јовану и др.
Од догматских радова сачувани су: Три књиге о Светој Тројици, Расправа о Светом Духу и Расправа против Манихејаца. Радови Дидима Слепог укључени су у 39. том Грчке патрологије. 
Коптска оријентално-православна црква Дидима слави као светитеља.